# Dichtewellentheorie
Die Dichtewellentheorie wurde 1925 von dem schwedischen Astronomen Bertil Lindblad aufgestellt und 1969 von den chinesischen Astronomen Frank Shu und Chia-Chiao Lin weiterentwickelt. Sie beschreibt die Bildung und Aufrechterhaltung der Spiralstruktur in Spiralgalaxien.

## Theorie

Spiralarme als Folge von leicht versetzten elliptischen Umlaufbahnen um das galaktische Zentrum.

Aufgrund der differenziellen Rotation müsste sich die Spiralstruktur eigentlich schon nach wenigen Drehungen der Galaxie aufgelöst haben. Tatsächlich aber bleibt die Spiralstruktur einer Galaxie offenbar über viele Milliarden Jahre hinweg erhalten. Die Theorie geht deshalb davon aus, dass die Spiralarme ein Wellenphänomen sind und ständig neu gebildet werden. Die Dichtewellen durchlaufen die Materie der Galaxie, wobei die Spiralarme die Gebiete maximaler Dichte darstellen. Die interstellare Materie wird durch diese Wellen so stark komprimiert, dass gerade dort junge Sterne entstehen. Im Milchstraßensystem rotiert die Dichtewelle beispielsweise mit einer Geschwindigkeit von ca. 13,5 Kilometer pro Sekunde pro Kiloparsec, was der halben Geschwindigkeit der Rotation der Sterne entspricht. Die beobachtbaren Spiralarme entstehen, nachdem das Gas von der konkaven Seite her in die Dichtewelle einströmt und verdichtet wird. Gebiete mit bereits hoher Gasdichte, wie z. B. Molekülwolken, werden dadurch instabil und beginnen zu kollabieren, sodass neue Sternhaufen entstehen, die als H-II-Gebiete und OB-Assoziationen (Sternassoziationen) hinter der Dichtewelle sichtbar werden.

## Offene Fragen
Die Dichtewellentheorie kann nicht alle Fragen im Zusammenhang mit der Spiralstruktur beantworten. Beispielsweise ist nicht klar, wie die Wellen angefacht und gedämpft werden oder welche Rolle die interstellaren Magnetfelder spielen. Eine weitere Frage wirft die Beobachtung auf, dass Spiralarme in der Regel nicht gleichmäßig ausgeformt sind. Bei genauerem Hinsehen lassen sie z. B. Lücken und Beulen oder Verbindungen zwischen verschiedenen Spiralarmen erkennen.